# تک‌شاخ (تجاری)
کسب‌وکار تک‌شاخ یا استارت‌آپ یونیکورن (به انگلیسی: Unicorn Startup) شرکت نوپایی است که ارزش بازار آن از یک میلیارد دلار آمریکا گذر کرده باشد. این اصطلاح در سال ۲۰۱۳ توسط  آیلین لی سرمایه‌دار مطرح استفاده شده‌است و دلیل انتخاب، اشاره به یک جانور اسطوره‌ای برای نشان‌دادن خاص بودن چنین کسب‌وکارهایی بوده‌است.

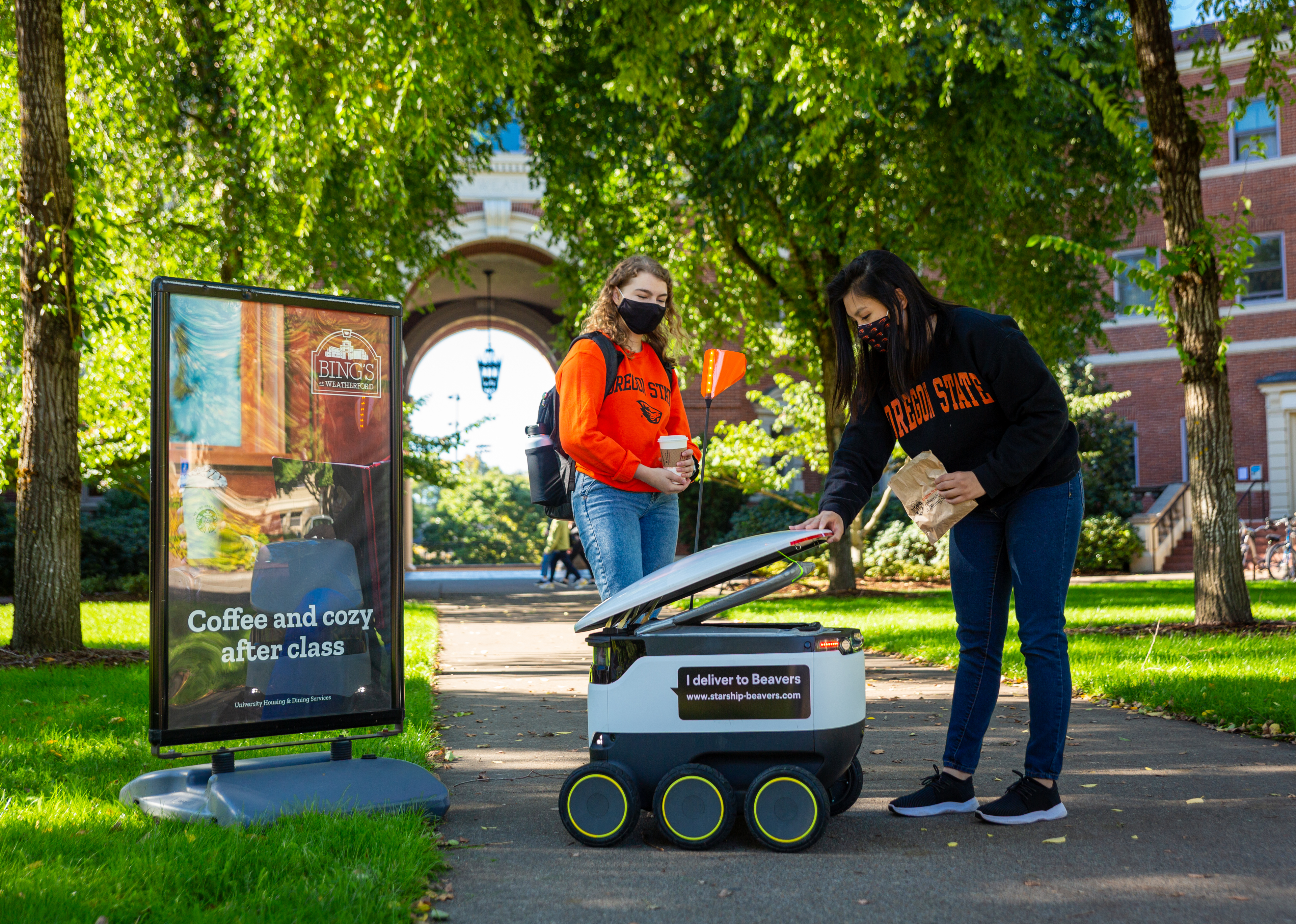
شرکت ربات تحویل کالا Starship Technologies یک یونیکورن استونیایی است.

همچنین عبارت Decacorn برای شرکت‌هایی که ارزش آنها بیش از ۱۰ میلیارد دلار برآورد می‌شود به‌کار رفته و اصطلاح Dectacorn برای شرکت‌هایی که ارزشی بیش از ۱۰۰ میلیارد دلار دارند استفاده می‌شود.
اصطلاح "تک‌شاخ" فقط به دنیای استارتاپ‌ها محدود نمی‌شود، در واقع، این کلمه به‌طور معمول برای توصیف استخدام یک موقعیت شغلی در بخش منابع انسانی نیز استفاده می‌شود.
مدیران منابع انسانی ممکن است انتظارات بالایی برای پر کردن یک موقعیت شغلی داشته باشند که منجر به جستجو برای نامزدهایی با مدارک بالاتر از نیاز شغلی خاص می‌شود. به عبارت دیگر، آن‌ها به دنبال تک‌شاخ‌ها هستند که این موضوع فاصله بزرگی بین نامزد ایده‌آل آن‌ها و افراد موجود در بازار کار ایجاد می‌کند.

## ارزش‌گذاری تک‌شاخ‌ها
ارزش تک‌شاخ‌ها به‌طور کلی بر اساس نحوه رشد و توسعه آنها در نظر سرمایه‌گذاران خطرپذیر تعیین می‌شود، بنابراین همه چیز به پیش‌بینی‌های بلندمدت بستگی دارد. این به این معناست که ارزش‌گذاری آنها هیچ ارتباطی با عملکرد مالی آنها ندارد. در واقع، بسیاری از این شرکت‌ها در ابتدا به‌ندرت سودآوری دارند.
با این حال، سرمایه‌گذاران و سرمایه‌داران ممکن است با برخی موانع مواجه شوند. اگر هیچ رقیبی در صنعت وجود نداشته باشد و این استارتاپ اولین نوع خود باشد، ممکن است مدل کسب‌وکار دیگری برای مقایسه وجود نداشته باشد که این امر روند ارزیابی را تا حدودی پیچیده می‌کند.

## نمونه‌ها
- استارتاپ اوبر به ارزش ۶۹ میلیارد دلار
- شرکت ای‌ان‌تی فایننشال به ارزش ۱۵۰ میلیارد دلار
- شرکت ایر بی‌ان‌بی به ارزش ۳۱ میلیارد دلار